# Cabana de volta a Comabruna
Cabana de volta a Comabruna és una obra de Tàrrega (Urgell) protegida com a Bé Cultural d'Interès Local.

## Descripció
Cabana de volta situada en un extrem de la partida de Comabruna i orientada al sud. Es tracta d'una construcció agrícola senzilla i de petites dimensions, de planta quadrada i una coberta de volta de pedra adovellada, que comença a uns 75 centímetres del terra. Des de l'exterior es confon amb una teulada a dues aigües recoberta de vegetació i, de fet, té un voladís fet de petites lloses de pedra per a protegir la façana de la pluja. El portal, d'arc a nivell, té una llinda de pedra sense treballar i brancals formats per blocs de pedra arrebossats amb morter de calç. La façana principal també presenta una espitllera. A l'interior de la construcció hi ha una menjadora de pedra i fusta, un armari encastat i agafadors i penjadors de fusta.
El parament és fet a base de blocs irregulars de pedra calcària.